# Kapplhaus
Kapplhaus ist eine Einöde in der nördlichen Oberpfalz und Gemeindeteil der Stadt Vohenstrauß.

## Geographische Lage
Der Ort Kapplhaus liegt im Vorderen Oberpfälzer Wald etwa 1,6 km nördlich von Vohenstrauß und 2,5 km nördlich der Autobahn A6. Er befindet sich am Südwestrand des ausgedehnten Waldgebietes rund um den 801 m hohen Fahrenberg.
Die Häuser von Kapplhaus gruppieren sich um einen Weiher, der zwischen Fiedlbühl und Kapplhaus liegt.
In diesen Weiher münden von Norden aus dem Fahrenbergmassiv zwei Bäche. Der östliche Bach heißt Fahrenberger Bach. Er durchströmt den Weiher und mündet am nördlichen Ortsrand von Vohenstrauß in den Leraubach.
Wenn man die Darstellung auf der historischen Karte von 1817 bis 1841 mit der Darstellung auf der modernen Karte vergleicht, stellt man fest, dass noch im 19. Jahrhundert die Häuser östlich und südlich des Weihers Fiedlbühl genannt wurden.
Seit Mitte des 20. Jahrhunderts wurde eine neu entstandene Siedlung westlich des Weihers Fiedlbühl genannt und das Gebiet des ursprünglichen Fiedlbühls wurde nun mit Kapplhaus bezeichnet.

## Geschichte
Kapplhaus gehört zur Gemeinde Vohenstrauß.
Die Bezeichnung Kapplhaus taucht zum ersten Mal 1973 im Amtlichen Ortsverzeichnis für Bayern auf.

### Einwohnerentwicklung in Kapplhaus ab 1970
| Jahr | Einwohner | Gebäude |
| ---- | --------- | ------- |
| 1970 | 3         | k. A.   |
| 1987 | 1         | 1       |
| 2011 | 15        | k. A.   |